# Pop andino
Pop andino (estilizado en mayúsculas) es el primer álbum de estudio de la cantante peruana Milena Warthon, lanzado el 19 de mayo de 2023 a través de Warthon Records. Contó con el apoyo del productor Franjo Antich, para crear un álbum conceptual sobre sus sentimientos y la vida de la mujer andina en Latinoamérica; todo en un tono experimental y la presencia de la cantautora Eva Ayllón.[cita requerida]
Se optó por excluir el primer tema musical de la cantante, «Agua de mar», estrenado en 2021, debido a que no encajaba en el repertorio del proyecto. Gracias a ello, Warthon recibió la colaboración del grupo musical Antología en el año 2023 para el tema «No vuelvas más», teniendo una división de críticas por su desempeño.
El 17 de junio de 2023 Warthon realizó un concierto con el nombre del álbum, realizado en el Gran Teatro Nacional del Perú.

## Sencillos
1. «La nena»

Publicado: 19 de marzo de 2022
2. «Warmisitay»

Publicado: 28 de mayo de 2022
3. «Maravilloso»

Publicado: 16 de julio de 2022
4. «Volvió a latir»

Publicado: 8 de septiembre de 2022
5. «Fiesta patronal»

Publicado: 26 de noviembre de 2022
6. «Azúcar»

Publicado: 23 de marzo de 2023